# Reinhard Nothnagel
Reinhard Nothnagel (* 24. August 1949 in Frankfurt am Main) ist ein deutscher Jurist. Er war von 2006 bis 2014 Richter am Bundesfinanzhof.

## Leben und Wirken
Nothnagel studierte Rechtswissenschaften an der Ruprecht-Karls-Universität Heidelberg. Er trat nach Abschluss seiner juristischen Ausbildung in den höheren Dienst der hessischen Finanzverwaltung ein. Nothnagel wechselte im Alter von 32 Jahren als Richter an das Hessische Finanzgericht. Im März 1984 wurde er an das Finanzgericht Berlin versetzt. Im Februar 1995 erfolgte dort seine Ernennung zum Vorsitzenden Richter. Nothnagel ist promoviert.
Nach seiner Ernennung zum Richter am Bundesfinanzhof im Oktober 2006 wies ihn das Präsidium dem VI. (Lohnsteuer-)Senat zu. Seit Januar 2007 war er Mitglied des VIII. Senats, der für die Besteuerung von selbständigen Einkünften natürlicher Personen und von Personengesellschaften sowie von Einkünften aus Kapitalvermögen zuständig ist. Nothnagel trat am 30. November 2014 in den Ruhestand.